# Liu Rushi
Liu Rushi (柳如是S, Liú RúshìP, Liu Ju-shihW; nota anche come Yang Ai (杨爱), Liu Shi (柳是), Liu Yin (柳隐) e Yang Yin (杨隐), Yang Yinlian (杨影怜), Hedong Jun (河东君); 1618 – 1664) è stata una poetessa, calligrafa e pittrice cinese vissuta nel periodo di transizione tra Ming e Qing.
Era una delle otto bellezze del Qinhuai descritte dal funzionario Zhang Jingqi. Oltre che per le sue opere per il suo spirito indipendente, è stata celebrata per il suo amore per suo marito Qian Qianyi e per la fedeltà alla dinastia Ming.

## Biografia
Liu fu venduta dalla sua famiglia come concubina al primo ministro Zhou Daodeng. All'età di tredici anni fu cacciata dalla famiglia che la possedeva per via di uno scandalo e fu venduta a un bordello di Suzhou, dove intraprese la sua prima grande relazione amorosa con il pittore Tang Shuda. Già nota poetessa e pittrice in tenera età, incontrò il poeta Chen Zilong nel 1635 e visse con lui per circa un anno. I due posero fine alla loro relazione in quanto questa non era vista di buon occhio dalla famiglia di Chen. Liu Rushi aprì bordello a Wujiang, dove conobbe l'artista Wang Janming e il funzionario Song Yuanwen. Qui divenne amica della cortigiana Chen Yuanyuan.

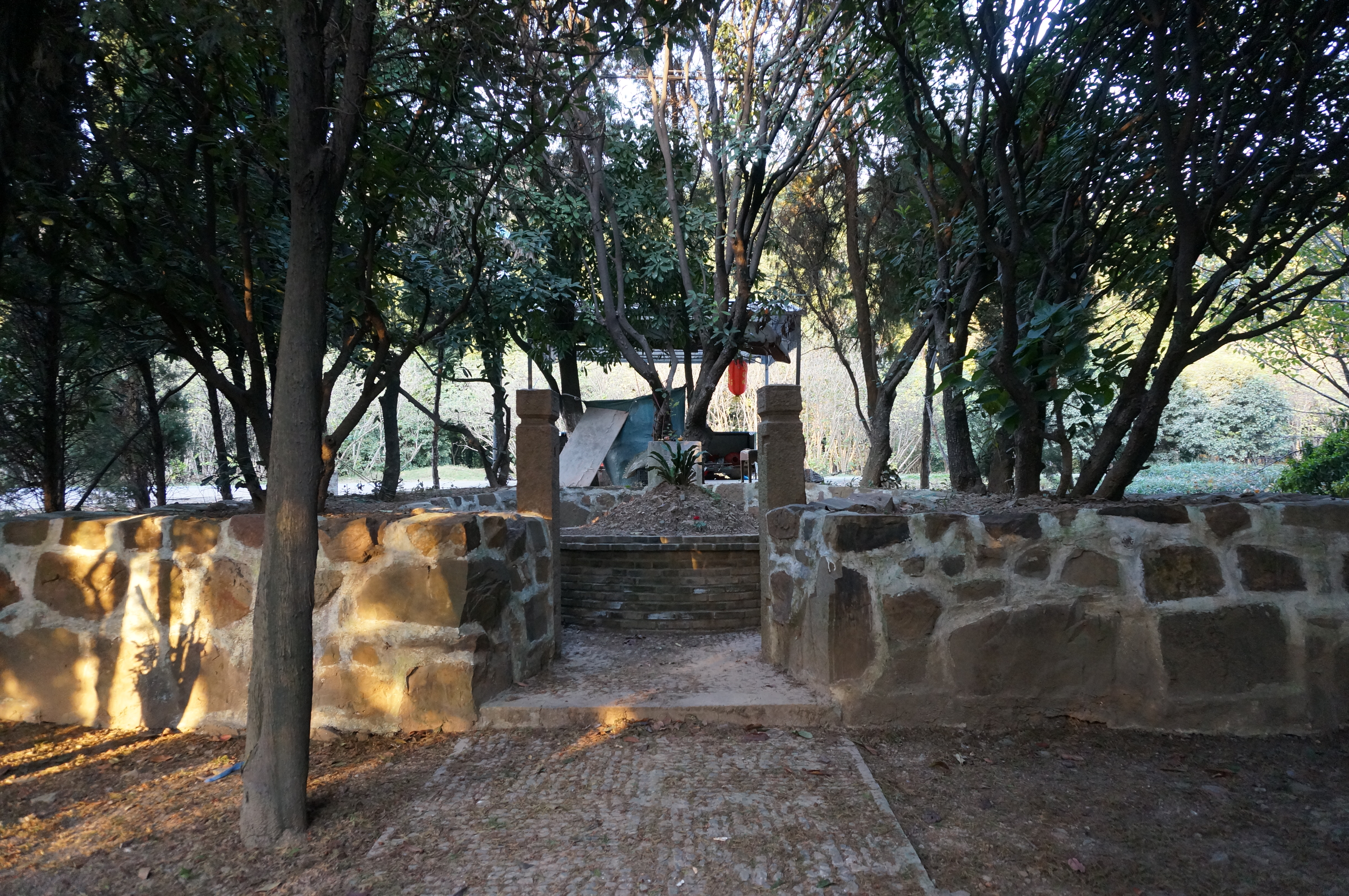
Tomba di Liu Rushi sul monte Yu a Changshu

Nel 1641 sposò lo studioso Qian Qianyi e assunse il nome di Hedong. Attratta dal travestimento, Liu Rushi indossava regolarmente abiti da uomo in pubblico e occasionalmente faceva chiamate per conto di suo marito mentre indossava i suoi abiti confuciani. Ciò le valse il soprannome di "gentiluomo confuciano".
Dopo la caduta della dinastia Ming nel 1644, Liu propose a suo marito di suicidarsi insieme in nome della vecchia famiglia imperiale, tuttavia Qian rifiutò scegliendo invece di organizzare il movimento di resistenza contro la dinastia Qing. Nel 1648 la coppia ebbe una figlia.
Nel 1663 Liu entrò a far parte dei buddisti laici, un gesto in parte giustificato dalla distruzione della consistente biblioteca personale di suo marito. Dopo la morte di Qian nel 1664 i suoi creditori e nemici tentarono di estorcerle del denaro. Ciò la portò a compiere il suicidio.
Liu fu una poetessa prolifica. Quattro delle sue raccolte furono pubblicate prima che compisse 22 anni. La sua calligrafia era caratterizzata da tratti audaci e maschili e seguiva lo stile della "scrittura dell'erba selvatica". Tra le sue antologie si citano Canzoni della camera dell'anatra mandarina e Poesie sbozzate da un lago. Molte delle sue poesie vennero incluse nelle opere di suo marito.
Alcuni suoi dipinti si trovano alla Freer Gallery of Art di Washington e al Museo del Palazzo di Pechino.